# Klapa Kana G.
Klapa Kana G. je muška klapa iz Zagreba. Osnovana je 2021. godine. 
Klapa nosi ime po mjestu u Galileji (Kana Galilejska) u kojemu je Isus Krist na svadbi učinio svoje prvo čudo pretvorivši vodu u vino, naznačivši time početak svojega javnoga djelovanja.
Kana G. je nastupila na Večeri klapa debitanata 57. Festivala dalmatinskih klapa Omiš 2023. i osvojila prvo mjesto, te izborila nastup na izbornim večerima Festivala, a kasnije i na završnoj večeri muških klapa.
Od 2022. godine klapa organizira klapski koncert „Tradicionalne ćakule kod Gospe Žalosne“ u župnoj crkvi u Španskom.
Nastupali su i izvan Hrvatske.

## Članovi
- Dominik Jelić (prvi tenor)
- Ivan Paleka (drugi tenor)
- Ivan Tomić (drugi tenor)
- Ivša Galić (drugi tenor/bariton)
- Bruno Batista (bariton)
- Dominik Tomić (bariton)
- Filip Kokorić (bas)
- Lovre Laskač (bas)

- Voditelj: Matija Škvorc, mag. mus.

## Nagrade
- Prva nagrada/plaketa za najboljeg debitanta (57. FDK Omiš 2023.)[1]
- Zlatna nagrada u kategoriji B - folklorna zborska glazba (Slavonia Cantat 2023., Slavonski Brod)
- Zlatna nagrada u kategoriji C - popularna zborska glazba (Slavonia Cantat 2023., Slavonski Brod)
- II. nagrada na Festivalu tradicijske glazbe u Zagrebu (2025., KDVL)

## Vanjske poveznice
- Klapa Kana G. na stranicama Festivala dalmatinskih klapa u Omišu